# Мачка на прузи
„Мачка на прузи” је југословенски ТВ филм из 1966. године. Режирао га је Влада Петрић а сценарио је написао Јожеф Топол.

## Улоге
| Глумац       | Улога |
| ------------ | ----- |
| Дара Чаленић |       |
| Љуба Тадић   |       |